# Ospedale Niloufer
L'Ospedale Niloufer è un ospedale pediatrico indiano fondato nel 1949 e inaugurato nel 1953, situato nel quartiere Red Hills di Hyderabad. La patrona del progetto fu la principessa Nilüfer Hanımsultan, a cui l'ospedale è intitolato.

## Storia
L'ospedale iniziò la sua costruzione nel 1949, a opera di Nilüfer Hanımsultan, principessa dell'ex Impero ottomano andata in sposa a Moazzam Jah, principe indiano e figlio minore del Nizam di Hyderabad, Osman Asaf Jah VII.
In quell'anno, una delle ancelle della principessa, Rafatunnisa Begum, morì di parto a causa della mancanza di strutture mediche adeguate. La principessa, che aveva servito come infermiera durante la seconda guerra mondiale, costatò così la mancanza di strutture mediche dedicate alle donne in gravidanza e ai neonati, mentre i parti avvenivano quasi sempre in casa, in condizioni precarie e rischiose che portavano facilmente alla morte della madre e/o del bambino. Determinata a risolvere il problema, ottenne dal suocero il permesso di patrocinare la costruzione del primo ospedale ginecologico e pediatrico di Hyderabad, che venne inaugurato nel 1953 dalla stessa principessa, con la frase "Nessuna Rafath morirà più".
Inizialmente limitato a circa 100 posti letto, la disponibilità fu quintuplicata negli anni seguenti. A oggi, l'ospedale, con 1.200 letti, e uno dei più grandi e meglio attrezzati nel suo genere in Asia e offre cure gratuite a donne e bambini, oltre a essere un polo universitario di alto livello. È diretto da Himayat Ali Mirza, nipote del marito di Niloufer e della sua seconda moglie.
Dal 2003, l'ospedale è stato al centro dell'attenzione della stampa a causa della nascita e del ricovero di Veena e Vani, due gemelle siamesi.